# Vujičić
Vujičić – wieś w Bośni i Hercegowinie, w dystrykcie Brczko. W 2013 roku liczyła 45 mieszkańców, z czego większość stanowili Serbowie.